# Cabaré

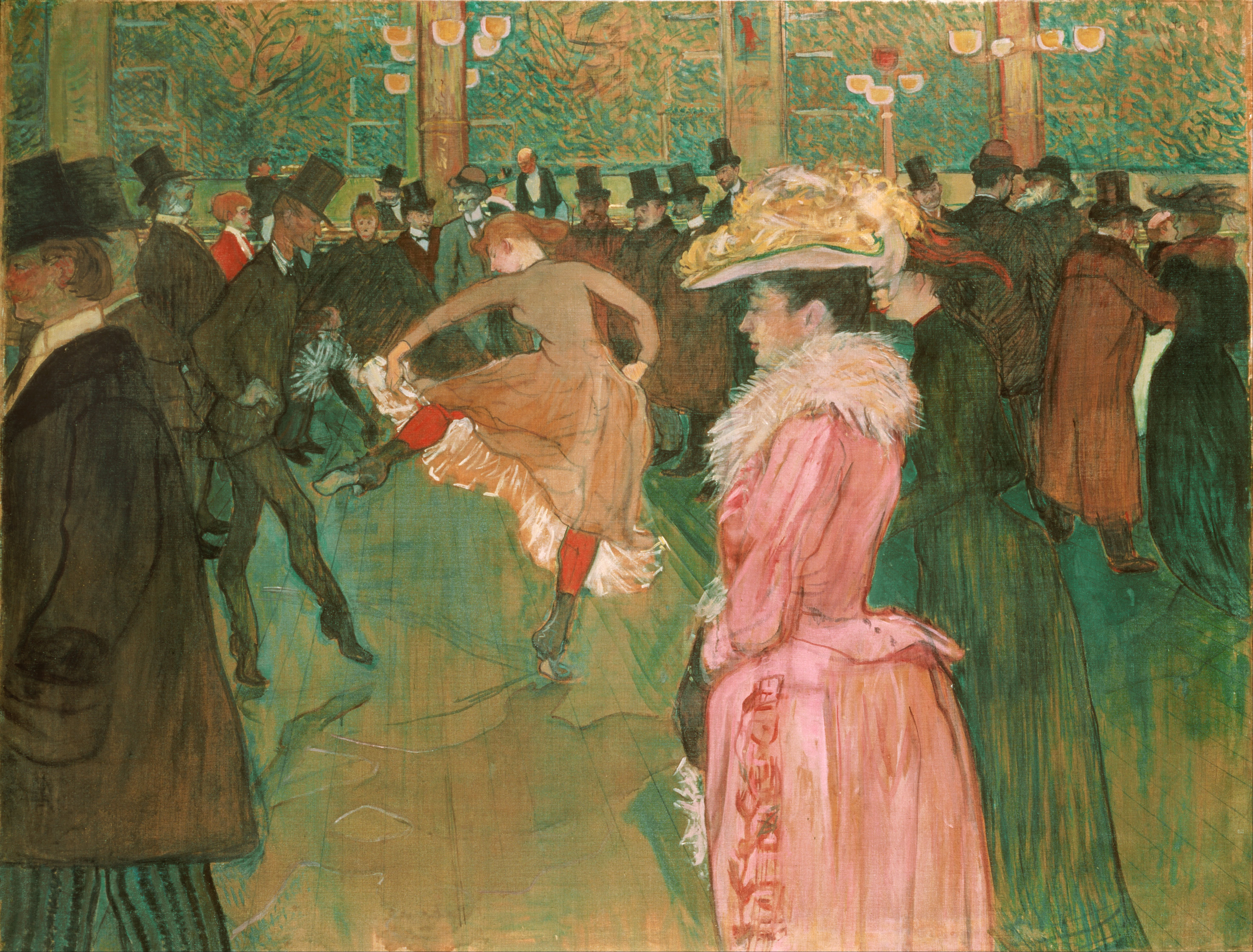
Henri de Toulouse-Lautrec, No Moulin Rouge, a Dança, 1890

Cabaré é uma forma de entretenimento teatral que apresenta música, dança, recitação ou drama. O local da apresentação pode ser um pub, cassino, hotel, restaurante ou boate com um palco para apresentações. O público, geralmente jantando ou bebendo, normalmente não dança, mas geralmente senta-se às mesas. As apresentações são geralmente introduzidas por um mestre de cerimônias (MC). O entretenimento, realizado por um conjunto de atores e de acordo com suas origens europeias, é frequentemente (mas nem sempre) voltado para o público adulto e de natureza claramente underground. Nos Estados Unidos, striptease, burlesco, shows de drag ou um vocalista solo com um pianista, bem como os locais que oferecem esse entretenimento, são frequentemente anunciados como cabarés.

## Etimologia
O termo veio originalmente das palavras da língua picarda ou da língua valona camberete ou cambret para uma pequena sala (século XII). O primeiro uso impresso da palavra kaberet é encontrado em um documento de 1275 em Tournai. O termo foi usado a partir do século XIII no holandês médio para significar uma pousada ou restaurante barato (caberet, cabret).
A palavra cambret provavelmente deriva de uma forma anterior de chambrette ou "pequeno quarto", ou do francês normando chamber que significa "taverna", derivado da palavra latina tardia camera que significa um teto arqueado.